# 王平陆
王平陆（1902年—1938年1月8日），原名高永祥，直隶迁安人，最高军职为华北抗日联军第三军区第一支队司令员，1938年率队进攻由滿洲國軍和滿洲國警察駐守的满洲国清河沿国境警防所（在今青龍縣）時被流弹击中伤重死亡。2014年9月1日，列入中华人民共和国民政部公布的著名抗日英烈、英雄群体名录。

## 生平
1902年，高永祥出生于大清直隶省迁安县上梨树峪（今属河北省唐山市迁西县罗家屯镇）的一个富裕的农民家庭，父亲叫高宝贵。高永祥在家中排行老大，另有弟弟高永瑞、妹妹高素珍（赵平远）。早年，高永祥曾念过几年私塾，功课拔尖。闲余时间，常常给伙伴讲《三国演义》、《水浒传》、《三侠五义》等书上的故事，为人义气刚正。
25岁时，高永祥与人结伴闯关东，曾在黑龙江省哈尔滨中东铁路谋生，始初担任伙夫，后任铁路警察。在与苏联铁路职工的共事中，逐步了解十月革命，开始接触马克思列宁主义。1931年，九一八事变爆发。1931年冬，高永祥返回冀东家乡。回村后，他常常向村民介绍闯东北见闻，包括苏联人在共产党治下的生活、九一八事变后的形势等。他的宣传活动引起了当地中共组织的关注，中共长河东区委派张仲三、高存凤和樊顺等党员与其接触。
1932年2月，经张仲三、高存凤介绍，并经区委批准，高永祥正式加入中国共产党，同时为保密起见，高永祥自此化名为“王平陆”。入党后，王平陆主要在迁安县迁西地区活动。1932年6月下旬，京东御侮总会主任委员李运昌和中共京东特委书记李葆华经常到访王平陆家。在两人的指导下，王平陆得以更好的开展中共党组织活动。1932年秋末，中共迁安县委组织攻击上营统税局，王平陆在战斗中勇当先锋，表现机智勇敢。
1933年夏，中共京东特委机关移至迁西长河沿岸，按中共河北省委指示组织发动农民武装暴动，以配合中央苏区第五次反围剿战争。1933年7月，中共迁安县委改组新建，负责推行暴动计划，王平陆任县委委员。1933年3月下旬，李葆华等人在王平陆家中召开中共京东特委军事会议，成立“京东红军抗日游击队”。1933年，王平陆出任中共迁安县委书记，并于暴动前加入京东特委。至1934年1月，全县中共党组织发展到40多个支部、400多名党员。1934年1月23日夜，王平陆在中共京东特委的领导下发动迁安暴动，举事三天便遭团警和地主武装围剿，暴动队伍被击溃，20多人被捕入狱，暴动失败。作为共产党人和暴动骨干，王平陆家被洗劫一空。
迁安暴动失败后，王平陆收拢失散队员转移到滦县、乐亭一带活动。1933年12月11日，河北省兴隆县黄花川的自卫团团总孙永勤举行抗日武装起义，史称“黄花川起义”。1934年上半年，王平陆升任中共京东特委组织部长，仍兼迁安县委书记。在黄花川一带活动的王平陆积极向孙永勤宣传抗日救国的革命道理，使孙坚定了抗日的决心，并动员20多人参加孙永勤的民众抗日救国军，代表京东特委指导救国军的建军工作。1934年10月20日，王平陆率游击小组夜袭满洲国在迁西设立的董家口国境警防所，缴获大枪8支、手枪2把，因此得到中共河北省委的表彰。1935年下半年，王平陆鼓动冀热边各界人士参加赞成“对日作战六大纲领”的签名运动，组织反日群众袭击日军、汉奸和浪人，其中他曾在滦县火车站秘密协助指导高志远组织刺杀汉奸刘佐周。
1936年，中共冀热边区特委重组，王平陆任特委书记，仍兼迁安县委书记。1937年10月，中共河北省委书记李运昌到京东，出任冀热边特委书记，王平陆改任特委军事部长。1937年12月，在滦县多余屯召开的冀东十县人民抗日代表会议上，华北人民抗日自卫会冀东分会成立，王平陆被推选为分会常委，负责冀热边区抗日游击战争的发动工作。1937年12月，华北抗日联军第三军区第一支队成立，王平陆任支队司令员。
1938年1月1日，王平陆率第一支队趁夜进驻迁安、遵化交界的茅山诸乐寺。在主持了十余名队员的入党仪式后，王平陆率队宣誓抗日。随后，两个团丁闯入山门被第一支队缴枪。接着，王平陆率队夜袭山外团局，兵不血刃地将三十余名团丁全部缴械。随后，游击支队返回迁安上梨树峪，在王平陆家中制定出攻击满洲国清河沿关卡的计划。清河沿关卡在今青龍縣，是其国界的交通要道，自1934年起设有海关税局和清河沿国境警防所。警防所驻有三名滿洲國軍和七八个滿洲國警察。1938年1月7日夜，王平陆率队攻击警防所，胸部被流弹击中，支队被迫撤出战斗。次日（1月8日）晨，伤重死亡，年仅36岁。

## 纪念
1949年，《子弟兵报》在《王平陆同志》一文中，评价1938年1月7日夜的枪声为“冀东人民向日寇汉奸开火的第一枪”，“拉开了当年7月冀东人民抗日大暴动的序幕，而王平陆是当时的揭幕人。”
約1950-1970年代，王平陆的遗骨被移葬冀东烈士陵园。1986年11月，王平陆烈士纪念碑在其家乡迁西县上梨树峪建成，碑外建有纪念亭。1991年1月28日，王平陆烈士纪念亭被唐山市人民政府公布为唐山市重点烈士纪念建筑物保护单位。王平陆烈士纪念亭还是唐山市爱国主义教育基地。
2014年9月1日，王平陆被列入中华人民共和国民政部公布的第一批300名著名抗日英烈和英雄群体名录。

## 家人
父亲高宝贵对王平陆的抗日活动非常支持，不仅曾积极协助王平陆招待中国共产党地下工作者，还拿出家中积蓄，甚至卖掉家中农田，来协助王平陆购买武器。在准备迁安暴动过程中，王平陆弟弟高永瑞加入中国共产党，妹妹高素珍（赵平远）加入中国共产主义青年团。迁安暴动失败后，父亲高宝贵靠乞讨到热河高里木避难，弟弟高永瑞被捕入狱并因参加狱中绝食斗争而去世，妹妹赵平远隐居亲戚家，儿子高玉书躲到姨娘家，妻子和幼女在颠沛中去世。王平陆牺牲后，高玉书由唐山丰润腰带山天云观道士刘宗汉儿媳王立春抚养四年，长大后由李运昌转送到延安。赵平远拜认刘宗汉为义父，在刘家掩护下参加抗日工作。

## 备注
1. ↑  一说1986年10月[4]